# La Fée Printemps (film, 1902)
La Fée Printemps je francouzský němý film z roku 1902. Režisérem je Ferdinand Zecca (1864–1947). Film trvá zhruba tři minuty.

## Děj
Film zachycuje muže a ženu, jak během zimy pomohou pocestné staré paní. Ta se poté přemění ve vílu, která je obdaruje jarem.